# أبو الفرج الفامي
القاضي أَبُو الْفرج عبد الْوَهَّاب بن مُحَمَّد بن عبد الْوَاحِد بن مُحَمَّد الفامي (ت. 414 هـ)، فقيه ظاهري من شيراز.

## سيرته
أصله من شيراز. أخذ العلم عن بشر بن الحسين الظاهري وكان إماماً في مذهب الظاهري وعنه أخذ فقهاء شيراز مذهب الظاهري، وكان رأساً في الكلام على مذهب المعتزلة.
قال حفيده أبو محمد عبد الوهاب بن محمد بن عبد الوهاب الفامي الشافعي: «مات جدي أبو الفرج عبد الوهاب سنة 414 هـ».